# 長居球技場
長居球技場（ながいきゅうぎじょう）は、大阪府大阪市東住吉区の長居公園内にある球技場。施設は大阪市が所有し、日本プロサッカーリーグ（Jリーグ）・セレッソ大阪の関連団体である一般社団法人セレッソ大阪スポーツクラブが指定管理者として管理を行っている。
セレッソ大阪とジャパンラグビーリーグワン（リーグワン）に加盟するレッドハリケーンズ大阪がそれぞれホームスタジアムとしている。
大阪市中央区に本社を置く淀川製鋼所が命名権を取得し、2021年4月1日より「ヨドコウ桜スタジアム」（ヨドコウさくらスタジアム、略称「ヨドコウ」）の呼称を用いている（詳細は後述）。

## 概要
1987年に野球場以外では日本初となる全面に人工芝を張った球技場として開場した。フィールドホッケー、アメリカンフットボールの関西学生リーグおよびXリーグ、地域大会レベルのサッカーの試合会場として利用されてきた。
2010年にセレッソ大阪のホームスタジアムとする前提で同クラブが主体となって実施した改修工事により天然芝に張り替えられ、サッカー、ラグビーでも使用されるようになった。一方、フィールドホッケーの競技フィールドは人工芝であることが事実上必須になっているなど人工芝の球技場は必要であり、長居球技場の天然芝化と同時進行で、1997年に靱蹴球場の代替施設となる天然芝の球技場として開場した鶴見緑地球技場が人工芝に張り替えられた。
天然芝化後も数度にわたる改修工事が実施され、2021年4月1日に収容人員2万5000人規模のスタジアムに拡張された（詳細後述）。2012年および2013年のJリーグアウォーズではJリーグベストピッチ賞を受賞している。
指定管理者制度が導入されており、2015年までは一般財団法人大阪スポーツみどり財団・美津濃株式会社・三菱電機ビルテクノサービス株式会社による「長居公園スポーツみどり振興グループ」が、2020年までは公園内の他の施設共々一般社団法人セレッソ大阪スポーツクラブ・一般財団法人大阪スポーツみどり財団・株式会社NTTファシリティーズ・関西ユニベール株式会社・シンコースポーツ株式会社・モリタスポーツ・サービス株式会社・タイムズ24株式会社で結成された「長居公園スポーツの森プロジェクトグループ」が運営管理を行っていた が、大規模改修を機に2021年4月1日からの30年契約で一般社団法人セレッソ大阪スポーツクラブ単独による指定管理となった。

## 施設
以下の記述は、2016年現在の、第二期改修工事が完了した時点でのスペックである。
- ピッチはサッカー使用時には全面天然芝（118 m×71m）で、周囲に人工芝が貼られている。天然芝ピッチは北側に寄せられており、スタンドとの最短距離は7m。
- 収容人員は19,628人。メインスタンド・バックスタンド・南サイドスタンドは椅子席で、北サイドスタンドは立ち見席。屋根はメインスタンド一部のみ。
- LED式電光掲示板が南側サイドスタンドに設けられている。照明設備は、メインスタンド側に屋根一体型のものが、バックスタンド側に照明塔が3基設置されている。

## 改修工事

### 第一期工事
2009年にC大阪が施設所有者の大阪市に長居球技場のホームスタジアム化と、それに伴う改修工事を提案。同年11月6日に市との協議開始が公表された。具体的には、以下の工事をセレッソ大阪の運営母体である大阪サッカークラブが工事主体となって施工した上で、完成後に大阪市に寄贈する、というスキームで実施された。
- フィールドを人工芝（156m×87.5m）から天然芝（118 m×71m）へ全面改修（人工芝から天然芝への改修は当時ほとんど前例のない工事であった）。ただし、アメリカンフットボールでの使用も想定し、周囲に人工芝のスペースも確保した。
- 北側サイド（ゴール裏）に928人収容の立ち見席を新設し、上部に防音壁を設置。
- メインスタンド内に更衣室2箇所、湯沸し室、ドーピングルームを整備、女子トイレの改修。
- バックスタンドの観客席を改修。

工事（設計期間含む）は同年8月から約1年をかけて行われ、総工費は1億6千万円。収容人員が20,000人から20,500人に増えた。

### 第二期工事
第二期工事は2012年と2013年のシーズンオフに実施された。具体的な工事内容は以下の通り。
- 南側サイドスタンドを芝生席から椅子席に変更。
- 北側サイドスタンド（立見席）の増設
- バックスタンドのトイレ増設
- メインスタンド・バックスタンドの座席を背もたれ・カップホルダー付きに改修。

総工費は5億3200万円で、一部の費用はスポーツ振興くじ助成事業を充当している。座席の快適化もあって収容人員は若干減少している。

### 第三期工事
2015年9月29日、C大阪は長居球技場の育成型複合スタジアム化改修計画「セレッソの森スタジアム構想」を発表する。具体的には、以下の大規模改修を実施し、スタジアムの規格をJリーグクラブライセンス制度におけるスタジアム基準を満たすものに拡張改修するというもので、完成後は本拠地を長居球技場に完全移行する方針と報じられている。
- 既存建築物を最大活用した継続的な改修を行うべく、従来のメインスタンドはほぼそのまま活用し、北サイドスタンドの拡張を実施。バックスタンド・南サイドスタンドは全面改築（改築後のバックスタンド側を新たなメインスタンドとし、南サイドスタンドをホーム側に入れ替え）とし、併せて屋根を新設。また、スタンド外壁の緑化と国産木材の使用を想定。
- 「日本一の親近感」を目指し、敷地の狭さ（バックスタンド後方にJR阪和線の高架線が通過するため拡張用地が取れない）を逆手に取り、バックスタンドを三層化した上で角度をつけて臨場感を追求。
- 「地域のための都市型スタジアム」をめざし、防災拠点としても活用できる改修を実施。

以上の改修により、収容人員40,000人規模のスタジアムを目指すという。2018年シーズンオフからの着工で総工費は約50億円を見込み、費用は補助金を活用するほか、クラウドファンディングやふるさと納税などを活用した寄付を募る形を想定した。
2017年3月15日に「桜スタジアム建設募金団体」を設立し、「セレッソの森スタジアム構想」改め「桜スタジアムプロジェクト」として66億円を目標に募金活動を始めることを発表した。「桜スタジアム」は現在の1万8007人から25,000人収容のサッカー・アメフト・ラグビー専用スタジアムで2021年の完成を目指す。
2018年10月5日、第三期改修工事の最終イメージパースが公表された。当初の構想時点よりいくつかの変更点が加えられている。
- 近隣への騒音問題から、ホームとアウェイの入れ替えを取りやめ、当初そのまま活用する予定としていた北側サイドスタンドを増席して屋根を設置し、南側サイドスタンドは増席はするものの、大型映像装置を含めて基本的に現状のまま屋根なしとする。
- 当初はAFCチャンピオンズリーグ (ACL) 規格への対応を想定していなかったが、ACL規格適合を考慮し、現在立見席の両サイドスタンドに座席を設置。

これらの措置により収容人員規模が縮小され、改修後の収容人数は約25,000人となる。翌2019年2月より工事着工、2021年4月1日に竣工式を行った。
セレッソ大阪の試合としては2021年6月9日開催の天皇杯 JFA 第101回全日本サッカー選手権大会2回戦・ガイナーレ鳥取戦でこけら落としとなった。
J1リーグにおいては2021年1月22日に発表された2021年シーズンの当初の日程で、同年6月19日のJ1第18節・徳島ヴォルティス戦で完成後初の公式戦となる予定であったが、同年3月31日に発表された試合日程変更により、同年7月17日のJ1第20節・ヴィッセル神戸戦が完成後初のJ1公式戦となった。
一方で、老朽化したバックスタンドや屋根が未設置のアウェイゴール裏の改修については、施設所有者である大阪市の財政との兼ね合いがあり当分は行われないとみられる。

## 開催された主なイベント・大会

### サッカー

#### 国内大会
- セレッソ大阪（含・U-23）のJリーグ公式戦（ホームゲーム開催数は当項目（トップチーム）・（U-23チーム）を参照）
- FC大阪の日本フットボールリーグ公式戦（- 2018年・ホームゲーム開催数は当項目を参照）
- セレッソ大阪堺レディースの日本女子サッカーリーグ公式戦
- 天皇杯 JFA 全日本サッカー選手権大会
- Jリーグカップ
- 総理大臣杯全日本大学サッカートーナメント
- 関西学生サッカーリーグ公式戦
- 関西サッカーリーグ公式戦
- 大阪サッカー選手権大会他

#### 国際大会
- オリンピック予選
  - 2016年2月29日 - 3月9日：リオデジャネイロオリンピック女子サッカー・アジア最終予選[18]
  - 2023年11月18日・19日：2024年パリオリンピックのラグビー競技・アジア予選[19]
- サッカー日本代表強化試合
  - 2014年5月8日：日本女子代表×ニュージーランド女子代表（初の国際Aマッチ）[20]
  - 2021年7月12日：キリンチャレンジカップ2021 U-24日本代表×U-24ホンジュラス代表[21]
  - 2023年3月28日 : キリンチャレンジカップ2023 日本代表×コロンビア代表（初の男子国際Aマッチ）[22]
  - 2025年4月6日予定 : 日本女子代表×コロンビア女子代表

### その他
- ジャパンラグビートップリーグ公式戦
- Xリーグ（社会人アメリカンフットボールリーグ）公式戦
- 関西学生アメリカンフットボール連盟公式戦
- 西日本6人制ホッケー選手権大会（-2010年）
- NTTドコモレッドハリケーンズ大阪 (ジャパンラグビーリーグワン) 主催試合

## 命名権
| 命名権による呼称     | 契約企業     | 契約料年額（万円） | 契約期間                    |
| -------------------- | ------------ | ------------------ | --------------------------- |
| キンチョウスタジアム | 大日本除虫菊 | 3,600              | 2010年8月1日-2013年12月31日 |
| キンチョウスタジアム | 大日本除虫菊 | 3,600              | 2014年1月1日-2016年12月31日 |
| キンチョウスタジアム | 大日本除虫菊 | 3,600              | 2017年1月1日-2017年12月31日 |
| キンチョウスタジアム | 大日本除虫菊 | 3,600              | 2018年1月1日-2018年12月31日 |
| ヨドコウ桜スタジアム | 淀川製鋼所   | 20,000             | 2021年4月1日-2026年3月31日  |

### キンチョウスタジアム
大阪市と大阪サッカークラブ（セレッソ大阪）が共同で命名権の募集を行い、2010年7月に大阪市に本社を置き、大日本除虫菊が長居球技場の命名権を年額3,600万円で取得した。大阪市の施設が命名権を導入するのはこれが最初の事例となる。契約期間は2010年8月1日 - 2013年12月31日の3年5か月で、契約により同社の商標名「金鳥」を冠した「キンチョウスタジアム」（略称：「金鳥スタ」）の呼称となった。
その後大阪市は大日本除虫菊と命名権契約を更新。契約期間はそれぞれ2014年1月1日-2016年12月31日の3年間と2017年1月1日-2017年12月31日、2018年1月1日-2018年12月31日のそれぞれ1年間ずつで、契約料はこれまでと同様に年額3,600万円としていた。。2018年12月31日を以て8年5か月に及ぶネーミングライツパートナー協定が満了となった。
なお、大会のライセンス等の兼ね合いで命名権が使用できない試合では、命名権を外した名称を使用する可能性があるが、2016年に開催されたリオデジャネイロオリンピック女子サッカー・アジア最終予選においては、会場名は命名権適用後の「キンチョウスタジアム」の名称が案内されていた。

### ヨドコウ桜スタジアム
2020年12月26日、長居球技場を含む長居公園の指定管理者でもあるセレッソ大阪が、鋼板・エクステリア商品の製造販売を手がける淀川製鋼所（ヨドコウ）と包括的パートナーシップ契約を締結した。契約期間は2021年4月から5年間で、契約の中で本競技場の命名権を取得し、新たな名称を「ヨドコウ桜スタジアム」（略称：「ヨドコウ」）とすることを発表した。契約料は年額2億円、5年間の総額で10億円となる。

### 施設名以外の命名権
2021年4月、新メインスタンドの北ゲートについては、事務機器等の製造販売を行うナカバヤシと新たに命名権契約を締結し、「ナカバヤシゲート」とした ほか、同南ゲートにはホームセンター事業を行うコーナン商事と命名権契約を締結し、「コーナンゲート」とした。2023年9月1日以降は学校法人森ノ宮医療学園と新たに命名権契約を行い、メイン南ゲートの呼称を「森ノ宮医療大学ゲート」に改めている。

## 公園内その他の施設
- 大阪市立長居植物園
- 大阪市立自然史博物館
- ヤンマースタジアム長居
- ヤンマーフィールド長居
- 大阪市長居障害者スポーツセンター
- ユースホステル（ヤンマースタジアム3階）
- 長居相撲場 他

## アクセス
- Osaka Metro御堂筋線・JR阪和線 長居駅下車徒歩5分[34]
- JR阪和線・鶴ケ丘駅下車徒歩3分[34]

## フォトギャラリー

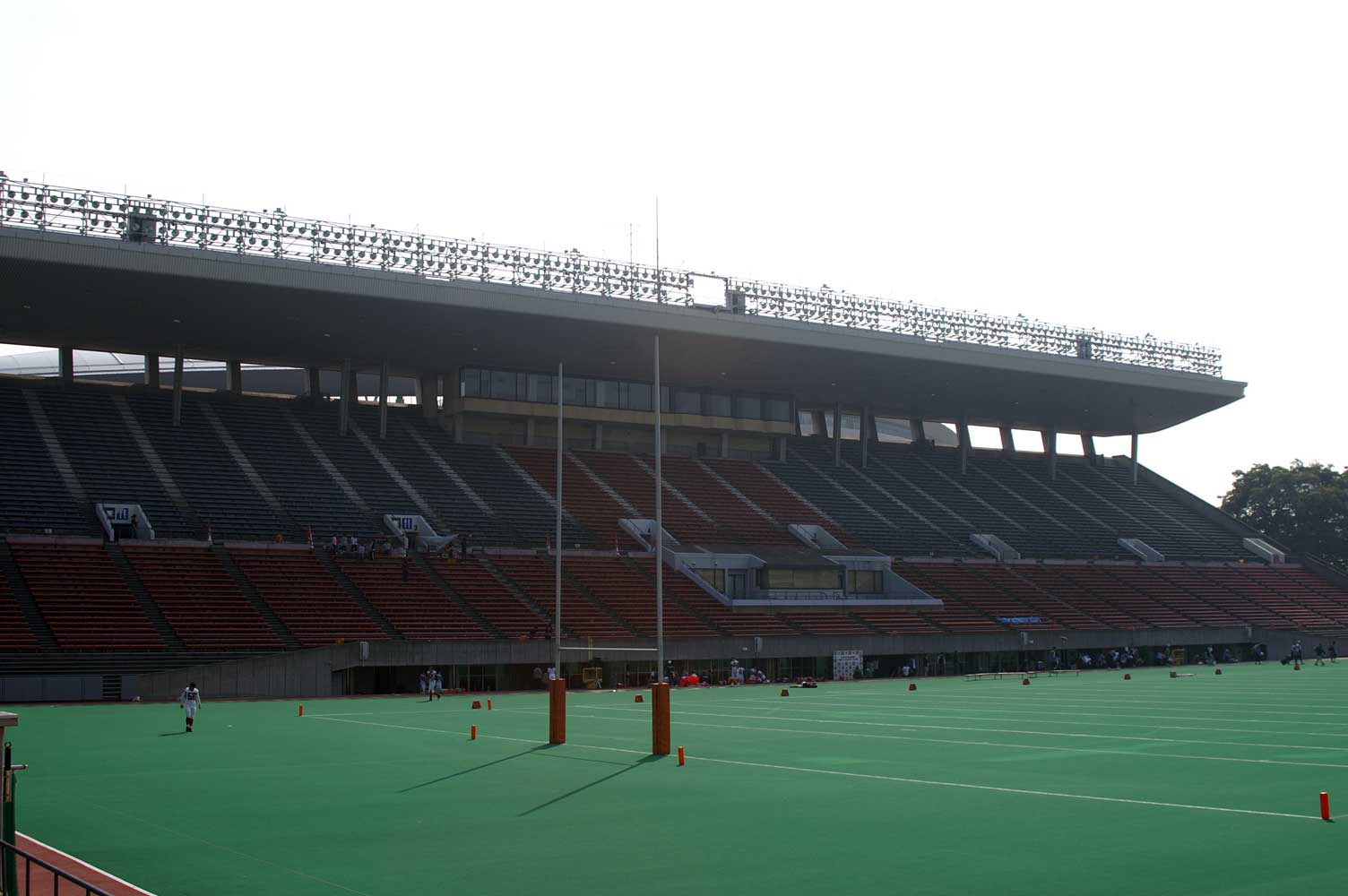
第1期時の長居球技場（2006年11月）。フィールドは人工芝であった。
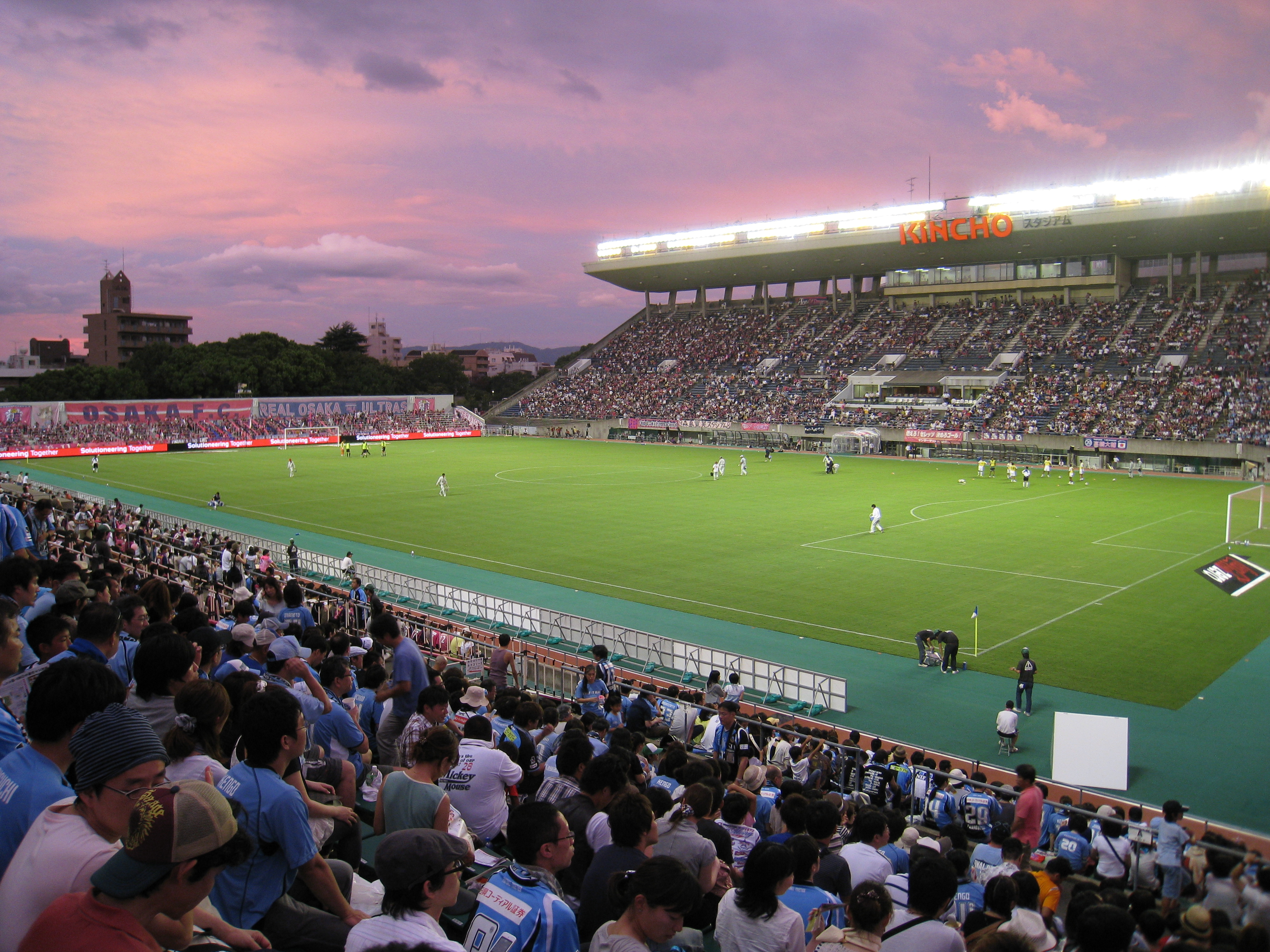
第2期の長居球技場（2010年8月）
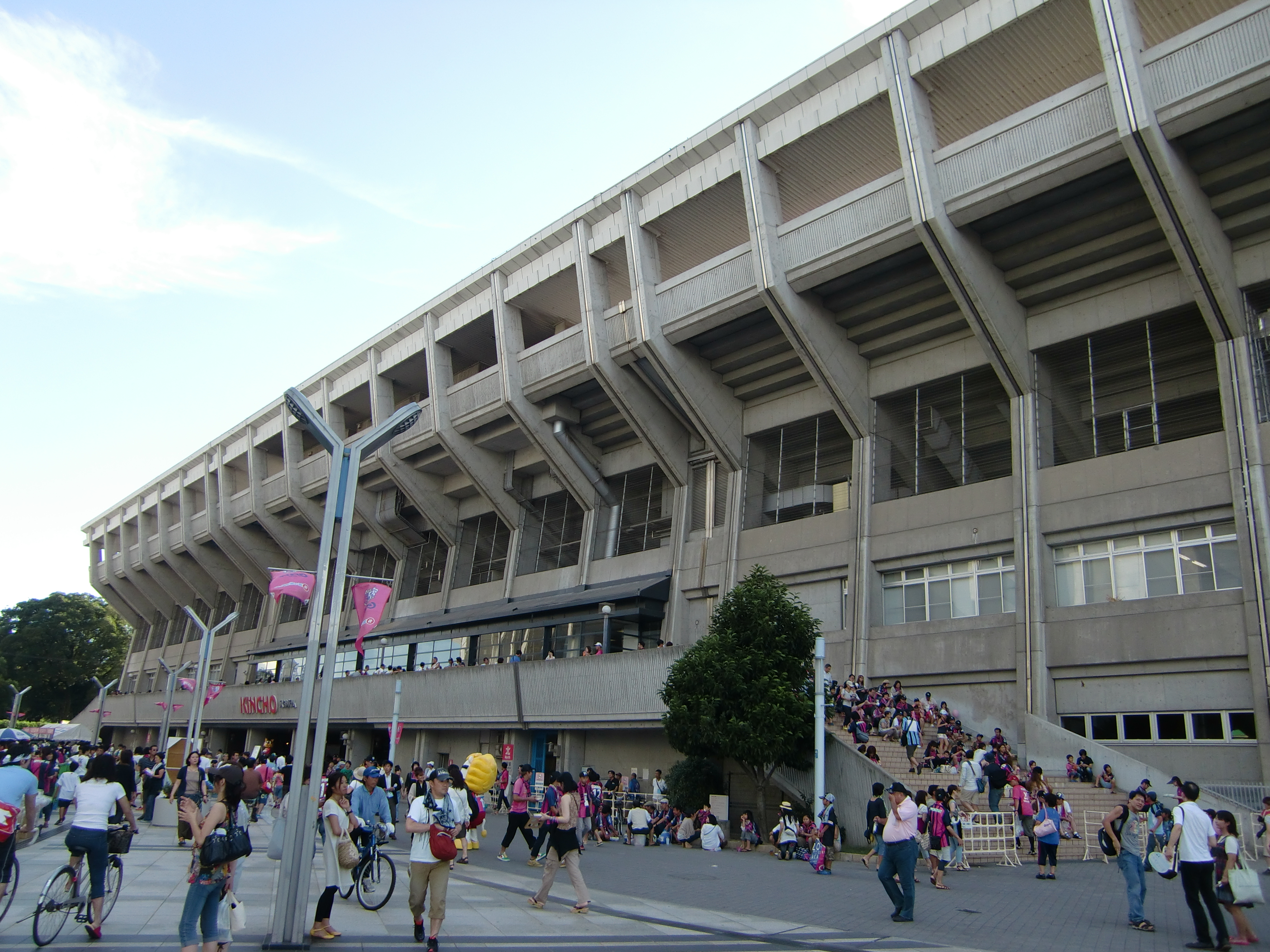
長居球技場の外観（正面。2010年8月）
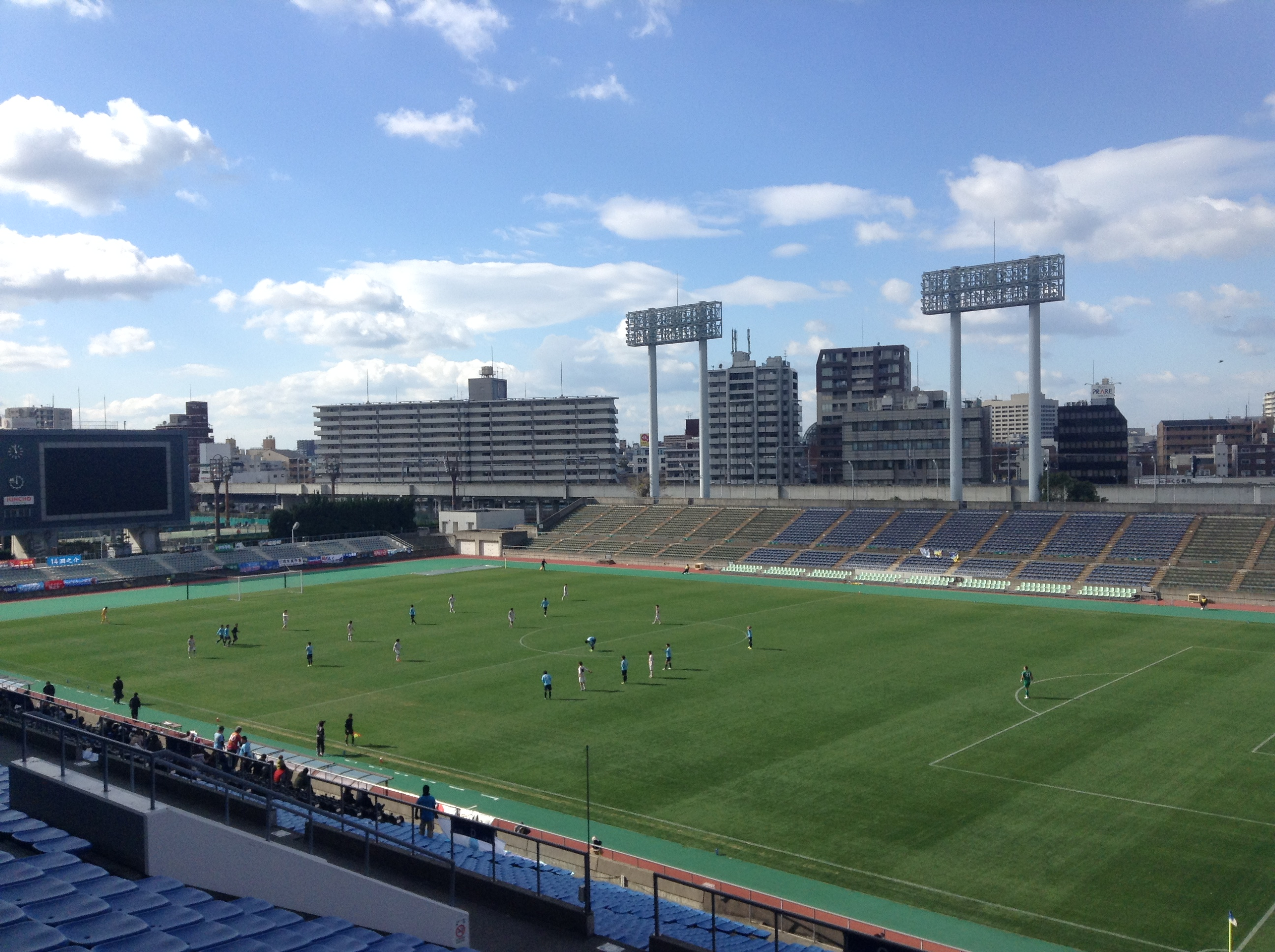
第2期・メインスタンドからピッチを臨む（2014年4月）
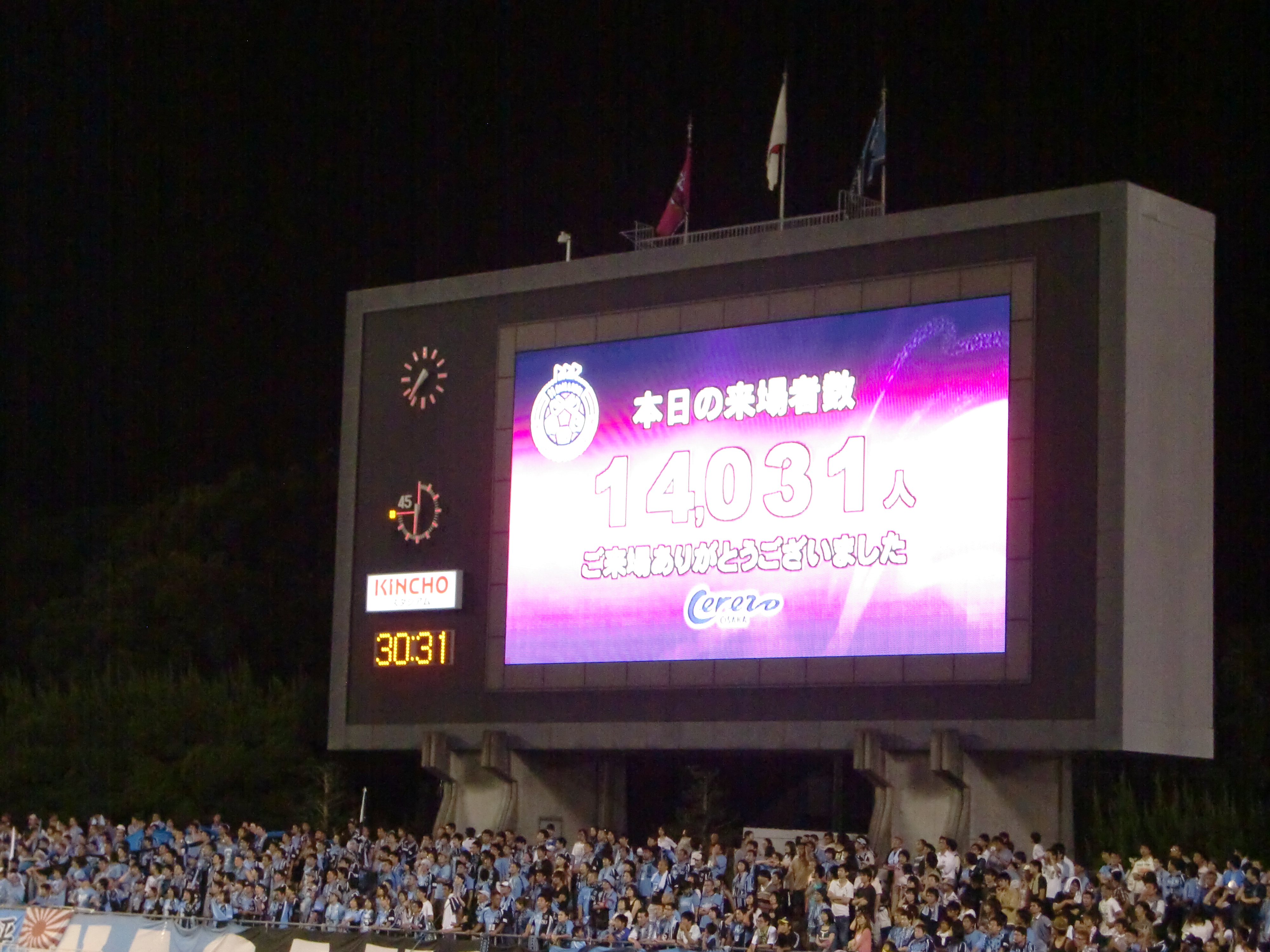
スコアボード